# Torquigener albomaculosus
Torquigener albomaculosus, là loài thứ 20 được khám phá thuộc chi cá nóc Torquigener. Loài được khám phá ở vùng nước đại dương bao quanh Nhật Bản cho đến ngoài khơi phía nam đảo Amamioshima. Loài sinh sống ở độ sâu từ 10 m đến 27 m. Đầu và thân cá có màu nâu với chấm trắng trên lưng.